# 뉴파워프라즈마
뉴파워프라즈마(New Power Plasma)는 반도체 및 디스플레이 등 산업분야에서 Plasma를 이용하는 공정장비(Dry Etch,Thin Film, Diffusion 등)의 핵심 부품인 RF 전원장치 및 Matcher와 Thin film, Diffusion, PR strip 등 공정장비에 활용되는 Remote Plasma Source System을 공급하는 핵심 부품업체이다.